# Motoarena Toruń
Die Motoarena Toruń (polnisch Motoarena Toruń im. Mariana Rosego, deutsch Motoarena Toruń benannt nach Marian Rose) ist ein Speedway-Stadion in der polnischen Stadt Toruń, Woiwodschaft Kujawien-Pommern. Benannt ist es nach dem in Toruń geborenen Speedwayfahrer Marian Rose (* 1933; † 1970), der nach einem Unfall bei einem Rennen an seinen Verletzungen starb.

## Beschreibung
Das Stadion befindet sich im westlichen Teil der Stadt, im Stadtteil Starotoruńskie Przedmieście, in der Per-Jonsson-Straße 7, neben der Awix Racing Arena und dem MotoPark Toruń. Es liegt zwischen dem Flugplatz von Toruń und der Weichsel und ist Teil eines Komplexes von Motorsportanlagen der unter anderem eine Rallycrossstrecke, mehrere Kartstrecken und Offroad-Strecken für den Motocross-Sport umfasst.
Es bietet 15.500 Zuschauern Platz und wurde am 3. Mai 2009 eingeweiht. Die Bahn hatte bis 2017 eine Länge von 325 Meter. Nach der Änderung in einer der beiden Kurven verkürzte sich die Bahn auf 318 Meter. Eigentümer des Stadions ist die Stadt Toruń. Es ist momentan das modernste Speedway-Stadion der Welt.
Die Länge der Geraden beträgt jeweils 62 Meter. Der Radius der Kurven beträgt 31 Meter. Die Breite der Bahn variiert zwischen 12 Metern auf den Geraden und 18 Metern in den Kurven, wobei ein Abstand von 3 Metern die Seiten der Bahn von den Zuschauern trennt. Die Strecke weist über die gesamte Länge eine Überhöhung der Außenbahn auf. Auf den Geraden beträgt sie etwa 4 % (50 cm) und in den Kurven 6-7 % (110 cm).

## Galerie

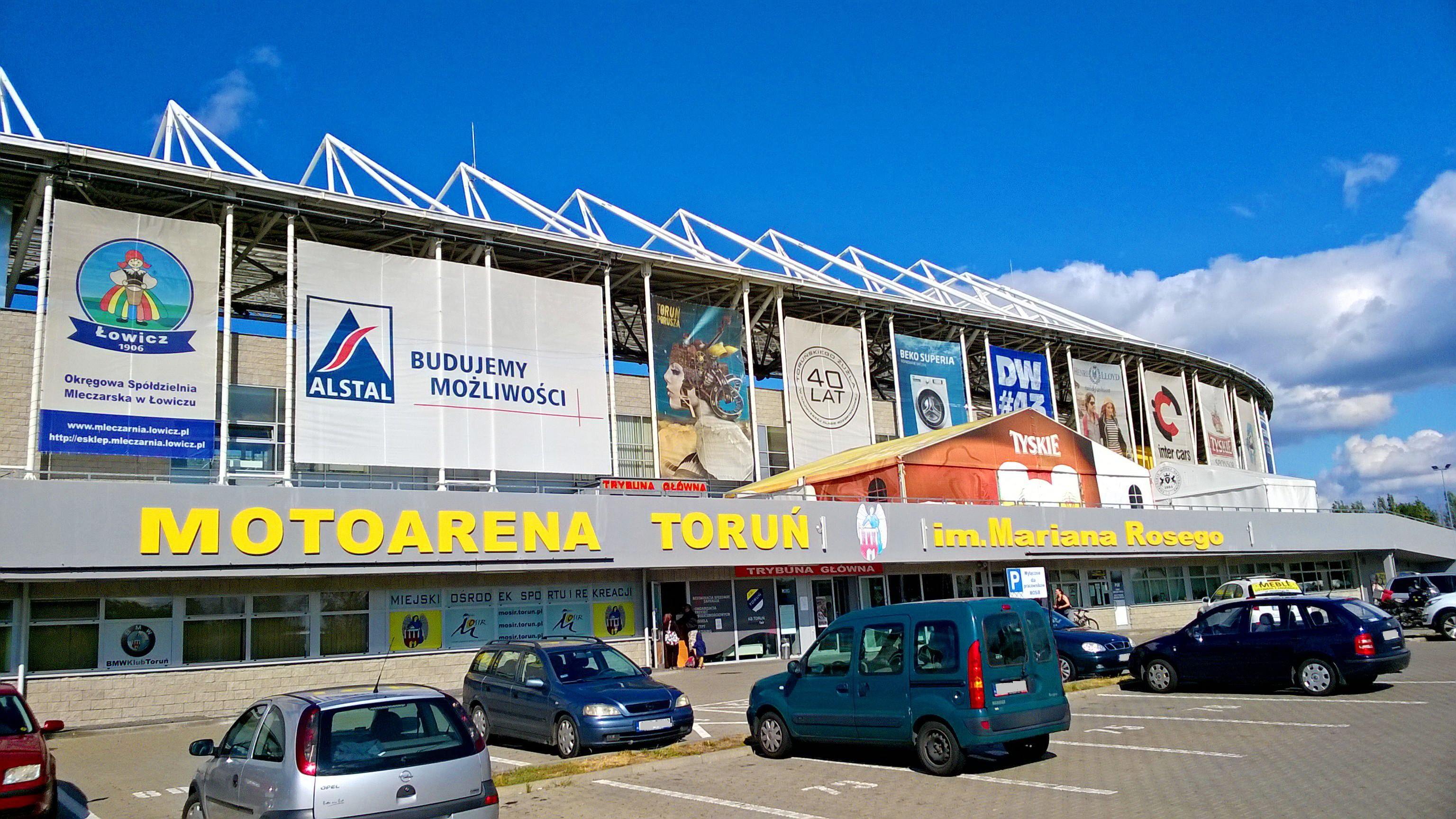
Fassade der Motoarena Toruń
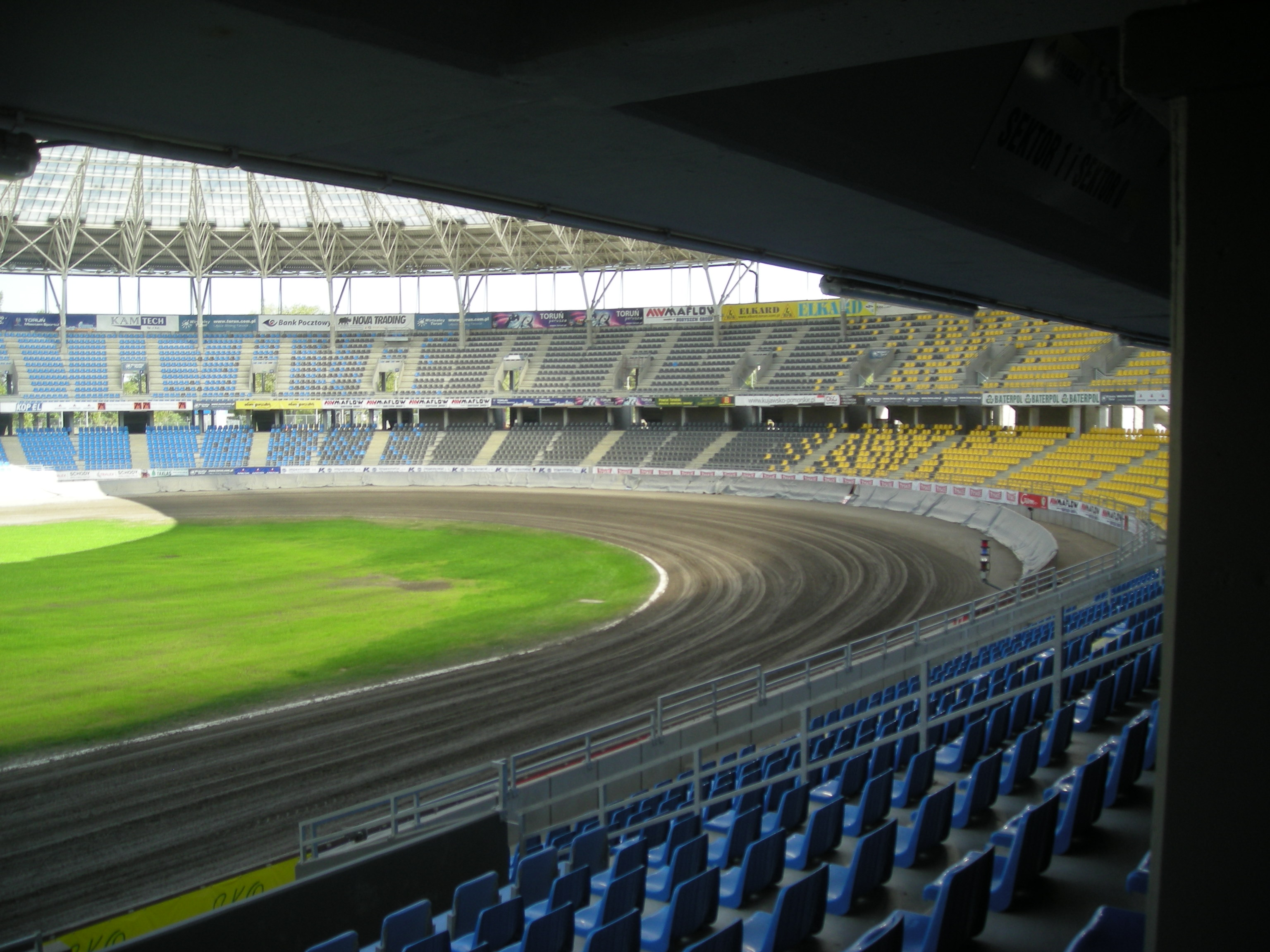
Blick auf die Tribünen